# Annie Chapelier
Pour les articles homonymes, voir Chapelier.
Annie Chapelier, née le 7 novembre 1967 à Windsor au Canada, est une femme politique française. Elle est élue députée de la quatrième circonscription du Gard en 2017. Elle siège au sein du groupe La République en marche.
En janvier 2020, elle quitte LREM  et rejoint Écologie démocratie solidarité jusqu'à sa disparition. Elle rejoint ensuite le groupe parlementaire Agir ensemble.
Elle annonce ne pas se représenter aux élections législatives de 2022, regrettant le manque d'utilité de l’Assemblée nationale et une crise de la démocratie,

## Biographie
Infirmière-anesthésiste de profession, Annie Chapelier a pour suppléant Gérard Unternaehrer, ancien élève de l'École polytechnique, ingénieur général de l'armement.
Issue de Cap21, elle se porte candidate aux élections législatives de 2017 dans la quatrième circonscription du Gard (zone située à l'est de la ville d'Alès) pour La République en marche, le mouvement créé par le président de la République nouvellement élu, Emmanuel Macron. Le député sortant, Fabrice Verdier, candidat du Parti socialiste, est éliminé dès le premier tour. Au second tour, avec 6 000 voix d'avance, elle est élue députée face à la candidate du Front national, Brigitte Roulaud.
En janvier 2020, Annie Chapelier quitte LREM, dénonçant « un mouvement hors sol, indifférent aux territoires » où « des apparatchiks, petits chefs plus ou moins autoproclamés » se veulent supérieurs à « une masse, insignifiante à leurs yeux, à qui on demande une allégeance et une obéissance aveugles », ainsi qu'une inaction face à l'« urgence climatique ». Elle demeure un temps dans le groupe parlementaire LREM à l'Assemblée nationale en tant qu'apparentée, avant de rejoindre le groupe Écologie démocratie solidarité à sa fondation en mai 2020.
En avril 2020, pendant la pandémie de Covid-19, elle décide d'aller aider l'hôpital de Nîmes, par son métier d'infirmière-anesthésiste.
Elle rejoint le groupe Agir ensemble en octobre 2020.
Elle annonce ne pas se représenter aux élections législatives de 2022, regrettant le manque d'utilité de l’Assemblée nationale. Elle publie le 14 avril 2022 un essai intitulé Un parlement en toc. Elle y dénonce le poids des lobbies, le peu de place accordée aux femmes et demande une réforme profonde du fonctionnement parlementaire.

## Publication
- Un parlement en toc, Nombre 7, 2022, 196 p. (ISBN 978-2-38351-034-5, BNF 47030640).